# Pável Míshchenko
Pável Ivanovich Míshchenko (San Petersburgo, 1869-Moscú, 1938) en ruso Павел Иванович Мищенко) fue un importante biólogo y botánico ruso.

## Eponimia
- (Hyacinthaceae) Othocallis mischtschenkoana (Grossh.) Speta[2]
- (Liliaceae) Tulipa mischtschenkoana Grossh.[3]